# Carmen Duncan
Carmen Joan Duncan (Cooma, Australia, 7 de julio de 1942-Sídney, 3 de febrero de 2019) fue una actriz y activista australiana, con una carrera que abarcó más de sesenta años. Fue nominada para el premio AFI a la mejor actriz por la película de 1980 Arlequín. Sus otras apariciones en películas incluyen Touch and Go (1980), Turkey Shoot (1982) y Now and Forever (1983). Luego pasó a interpretar a Iris Wheeler en la telenovela estadounidense Another World desde 1988 hasta 1994.

## Carrera
Nacida en Cooma, Nueva Gales del Sur, Duncan es conocida por el público australiano como actriz de personajes en televisión, teatro y películas, además de haber aparecido en comerciales de televisión. Los papeles en la televisión australiana incluyeron varios episodios de la serie australiana Hunter (1967) y apareció durante varios meses en la telenovela Número 96 interpretando a Helen Sheridan en 1973. A partir de ahí, siguió un papel en la telenovela Certain women. Más tarde tuvo un papel continuo en Skyways, y fue invitada en varios episodios de A country practice como Rowena Elliott, la esposa de Terence Elliott. Sus papeles en películas incluyó interpretar a una lesbiana lasciva, sádica y asesina armada con una ballesta en explotación en la película de Turkey shoot (1982). 
Más tarde emigró a los Estados Unidos donde actuó en televisión. Desde octubre de 1988 hasta septiembre de 1994, interpretó a Iris Carrington Wheeler en la telenovela Another world. Sucedió a Beverlee McKinsey en el papel después de una larga ausencia. Muchos de los críticos de Duncan, incluyendo Michael Logan de TV Guide, remarcó que su acento sonaba menos estadounidense que sus homólogos, haciéndola parecer fuera de lugar en la serie. Como actriz, Duncan generalmente usaba un acento australiano cultivado, que es similar a la pronunciación recibida. 
Después de dejar el papel de Another world a mediados de la década de 1990, Duncan regresó a Australia, donde actuó en papeles como invitada en series de televisión y se burló de su imagen de telenovela en comerciales de televisión. En el 2000, Duncan fue diagnosticada y tratada exitosamente con cáncer de mama en etapa temprana. En 2003, apareció como Anna Denton en CrashBurn. En 2004, Duncan regresó a los Estados Unidos para ocupar el puesto de Eileen Fulton como Lisa Grimaldi en tres episodios de As the world turns, mientras Fulton estaba de baja médica de emergencia. Duncan continuó tomando residencia permanente en Australia.

## Activismo
En 2006, Duncan cambió su rol de actuar para ocupar un puesto como gerente de recaudación de fondos para el Fondo GO, que se dedica a la investigación y el tratamiento del cáncer ginecológico en Nueva Gales del Sur. Duncan dejó el Fondo GO en 2009. Se desempeñó como Embajadora del Centro de Atención de la Mama en el Royal Hospital for Women y como Embajadora del Consejo de Tenterfield Shire por el Día de Australia. Además, Duncan participó activamente en la Liga de Mujeres Católicas de Sídney y realizó una campaña para obtener fondos para la concienciación sobre el Síndrome de muerte súbita infantil, habiendo perdido a su propio nieto por la condición.

## Vida personal
Duncan había sido profesora de discursos y dramas profesionales, y también secretaria. Residía en Sídney y era madre de dos hijos, Duncan y Amelia. Su hermana menor es la actriz Paula Duncan. Falleció el 3 de febrero de 2019 a los 76 años a causa de un cáncer.

## Filmografía

### Largometrajes
- Hotel Mumbai (2018)
- Turkey Shoot (2014)
- Liquid Bridge (2003)
- Allie & Me (1997)
- Run Chrissie Run! (1986)
- Platypus Cove (1986)
- Bootleg (1985)
- Now and Forever (1983)
- Turkey Shoot (1982)
- Touch and Go (1980)
- Harlequin (1980)
- Strange Holiday (1970)
- You Can't See 'round Corners (1969)
- Don't Let It Get You (1966)

### Televisión
- Winners and Losers (2011)
- As the World Turns (2004)
- CrashBurn (2003)
- Always Greener (2003)
- Farscape (2000-2002)
- Counterstrike (2002)
- Something in the Air (2001)
- Head Start (2001)
- Water Rats (2001)
- All Saints (2000)
- The Lost World (2000)
- Ihaka: Blunt Instrument (2000)
- Women: Stories of Passion (1997)
- Frailejón (1995)
- Another World (1988-1994)
- The Flying Doctors (TV series)
- Body Business (1986)
- A Country Practice (1982-1986)
- Stock Squad (1985)
- Supersleuth (1984)
- Skin Deep (1983)
- Intimate Strangers (1981)
- A Place in the World (1979)
- Skyways (1979)
- Chopper Squad (1978)
- Cop Shop (1978)
- Hotel Story (1977)
- The Young Doctors (1976)
- Mama's Gone A-Hunting (1975)
- The Evil Touch (1974)
- Number 96 (1973)
- Ryan (1973)
- Homicide (1966-1973)
- Millions Die! (1973)
- Certain Women (1973)
- The Spoiler (1972)
- Matlock Police (1972)
- The Link Men (1970)
- Division 4 (1970)
- Delta (1969)
- Riptide (1969)
- The Battlers (1968)
- Hunter (1984)
- You Can't See 'Round Corners (1967)
- Nice 'n Juicy (1966-196)